# Mongolska Republika Ludowa
Mongolska Republika Ludowa (mong. Бүгд Найрамдах Монгол Ард Улс, trb. Bügd Najramdach Mongol Ard Uls) – oficjalna nazwa państwa mongolskiego w latach 1924–1992.

## Geneza utworzenia
W 1921 roku w Mongolii wybuchła rewolucja zorganizowana przez Mongolską Partię Ludową. W lipcu 1921 Armia Czerwona pod pretekstem pomocy grupce rewolucjonistów Damdina Suche Batora zajęła Mongolię Zewnętrzną rozbijając wojska Ungerna i chińskie. W ten sposób ustanowiony został rząd komunistyczny, jednak zachowano ustrój teokratyczny i władzę Bogda Chana. W 1924, po śmierci Bogda Chana, proklamowano utworzenie Mongolskiej Republiki Ludowej.

## Historia

### Okres przedwojenny
Mimo formalnej niepodległości kraj pozostawał w strefie wpływów władz w Moskwie, a przez część państw nadal był uważany za część Republiki Chińskiej. Już po zwycięstwie rewolucji doszło do konfliktu między Suche Batorem, a lewicowym skrzydłem rządzącej Mongolskiej Partii Ludowej na czele z Dogsomynem Bodoo. Frakcja Bodoo optowała za budową socjalizmu w Mongolii, ograniczeniem władzy kleru i arystokracji, ale także za uniezależnieniem się od ZSRR, była przeciw likwidacji własności prywatnej i przeciw fizycznej rozprawie z kościołem lamajskim. W dodatku sprzeciwiała się przejęciu władzy w nowo powstałym związku młodzieży (odpowiedniku radzieckiego Komsomołu) przez żonę Suche Batora. W grudniu 1921 Bodoo został zwolniony ze wszystkich stanowisk rządowych i usunięty z partii, a w sierpniu 1922 aresztowany przez władze centralne i wraz z większością towarzyszy skazany na śmierć i zabity we wrześniu 1922. Wraz z Bodoo stracony został m.in. Dambyn Czagdardżaw. W kolejnych latach władzę w partii sprawowali zwolennicy partyjnej prawicy (NEP-owcy). Na początku lat 30. politycy Chorlogijn Czojbalsan i Peldżidijn Genden zainicjowali woltę w lewą stronę i przyśpieszenie radykalnych reform gospodarczych w tym kolektywizacji. Reformy nie udały się i w efekcie w 1932 roku doszło do nieudanego buntu wojskowych na prowincji. Bunt doprowadził do odsunięcia (z inicjatywy Moskwy) części działaczy lewicowego odchylenia od głównego nurtu polityki, a następnie ich egzekucji.
Okres czystki przeciwko lewicy partyjnej przetrwał Peldżidijn Genden, który od tamtej pory rywalizował o władzę z Czojbalsanem. Genden jeszcze w 1932 roku został premierem, a w trakcie rządów odsunął na bok swoje lewicowe tendencje wprowadzając założenia nowej polityki reform polegającej na złagodzeniu komunistycznych zasad ekonomicznych. Reforma była wzorowana na Nowej Polityce Ekonomicznej. Na gruncie reform zredukował podatki, zwiększył liczbę prywatnych przedsiębiorstw oraz pozwolił na normalne funkcjonowanie instytucji religijnych. Wraz ze wzrostem gospodarczym i zmniejszeniem niedoborów wzrosła popularność Gendena w społeczeństwie, w efekcie po raz pierwszy po rewolucji rząd był silniejszy od partii. W 1933 roku Genden usunął z partii przywódców pochodzenia buriackiego. W 1934 roku rozpoczął się spór Gendena ze Stalinem. Na jednym ze spotkań, radziecki przywódca naciskał na Gendena, aby ten zniszczył kler buddyjski poprzez eksterminację lamów. Genden stanowczo się temu sprzeciwił, ponieważ sam był praktykującym buddystą. Premier zapowiedział, że nie będzie walczył z religią i pozwolił lamom na dowolne głoszenie swoich poglądów. Genden działał także na rzecz zakończenia stacjonowania wojsk radzieckich w Mongolii. Premier próbował wykorzystać napięcia na linii ZSRR-Japonia na korzyść Mongolii i uwolnienia się spod dominacji radzieckiej. Już pod koniec 1935 roku Genden został wezwany do Moskwy, gdzie Stalin skarcił go za niestosowanie się do jego wytycznych. Później, będąc pod wpływem alkoholu, Genden mocno skarcił Stalina. Stalin w efekcie sporu z Gendenem coraz mocniej popierał Czojbalsana, a w 1936 roku doprowadził do aresztowania Gendena pod zarzutem szpiegostwa na rzecz Japonii.
Wyrok na Gendenie uruchomił falę czystek, które przeprowadzało radzieckie NKWD. Czojbalsan miał stosunkowo niewielki wpływ na działania służb, a jego próby ratowania przed wyrokami współpracowników były przez NKWD odrzucane. Ofiarami czystek padli też licznie mnisi buddyjscy i intelektualiści. Czystki zakończyły się w 1939 roku a ich ofiarami na skutek działań Czojbalsana padli na koniec działacze odpowiedzialni za ich przebieg.
Wiosną 1939 roku doszło do akcji militarnej, w której wojska mongolskie i radzieckie starły się z siłami japońskimi z Mandżurii. W ciągu walk trwających od maja do września 1939 roku wojska radzieckie i mongolskie dowodzone przez Gieorgija Żukowa zmiażdżyły oddziały japońskie w pobliżu wsi Nomonhan.

### II wojna światowa i jej efekty
Po inwazji III Rzeszy na ZSRR Mongolia poparła radziecki wysiłek wojenny (oficjalnie nie wypowiedziała jednak Niemcom wojny). W ramach pomocy wysłano do ZSRR wsparcie w postaci surowców, zaopatrzenia, żywności czy odzieży wojskowej. W trakcie wojny miała miejsce seria reform – wprowadzenie nowej konstytucji, likwidacja wpływów duchowieństwa, zastąpienie alfabetu mongolskiego cyrylicą w 1941 oraz ostateczna kolektywizacja.
Czojbalsan jako zagorzały nacjonalista liczył na zjednoczenie wszystkich Mongołów. Realizując tę politykę zachęcał do etnicznej rebelii we Wschodnim Sinciangu, a w klęsce Japonii widział szansę na realizację jego marzenia o „Wielkiej Mongolii” (zjednoczenia Mongolii Zewnętrznej i Wewnętrznej). 10 sierpnia 1945 roku Mongolia wypowiedziała wojnę Japonii i przyłączyła się do radzieckiego ataku na wojska japońskie w północnych Chinach (operacja kwantuńska). W trakcie kampanii rząd rozpętał za pośrednictwem prasy falę panmongolskiego nacjonalizmu. Koniec wojny i ostateczna klęska Japonii nie doprowadziły jednak do zjednoczenia mongolskich ziem ze względu na zbyt silną pozycję Chin. Chiny poszły jednak na pewne ustępstwa i jeszcze w 1945 roku uznały suwerenność Mongolskiej Republiki Ludowej. Nie była to jednak trwała polityka, ponieważ już kilka lat później Czang Kaj-szek wycofał się z tej decyzji. Podobną politykę przyjął po utworzeniu Chińskiej Republiki Ludowej w 1949 roku Mao Zedong. Mao uznał Mongolię Zewnętrzną za część Chin. W 1951 wynegocjowano chińsko-radzieckie porozumienie, w którym rząd chiński ostatecznie uznawał niepodległość Mongolii. Rozpoczęło to proces uznawania państwowości mongolskiej na arenie międzynarodowej, zwieńczony przyjęciem do ONZ w 1961. Stany Zjednoczone uznały niepodległość Mongolii w 1987 roku, a osamotniona Republika Chińska uznała Mongolię jako niezależne państwo dopiero w 2002 roku.

### Początki
Po zakończeniu wojny rząd rozpoczął politykę „budowy podstaw socjalizmu” w ramach której rozszerzył kolektywne rolnictwo, przeprowadził pierwszy w historii kraju plan pięcioletni (1948-1952), wybudował infrastrukturę i przemysł. Powstały liczne fabryki, kopalnie, systemy transportowe i sieci elektryczne. Przyczynił się do poprawy systemu edukacyjnego, utworzył pierwszy poważny uniwersytet w historii kraju i zwiększył wskaźnik alfabetyzacji społeczeństwa.
Reformy realizował korzystając z radzieckiej pomocy gospodarczej. Wraz ze zwycięstwem w Chinach komunistów w 1949 roku ograniczono wydatki na liczącą 80 tysięcy żołnierzy armię (w 1948 roku wydatki te stanowiły 33% całego budżetu, a w 1952 roku spadły do 15%). W połowie lat 40. doszło do rozłamu Czojbalsan-Stalin. Rozłam spowodowany był brakiem wsparcia Stalina dla zjednoczeniowych i panmongolskich pomysłów Czojbalsana. W 1949 roku Czojbalsan odmówił udziału w 70. urodzinach Stalina, a rok później zdecydowanie odrzucił radziecką propozycję przyłączenia Mongolii do ZSRR (wcześniej do ZSRR przyłączyła się Tuwa).

### Destalinizacja

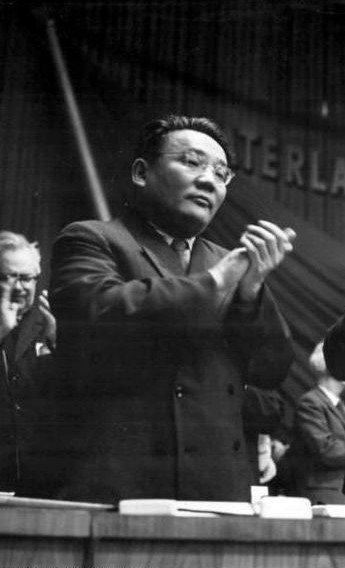
Jumdżaagijn Cedenbal

Czojbałsan po śmierci w 1952 roku (według niektórych miał zostać otruty na polecenie Stalina, którego rozzłościły nacjonalizm Czojbalsana i jego próby likwidacji wpływów radzieckich) został zastąpiony przez Jumdżagijna Cedenbala, który pełnił urząd premiera przez 22 lata. Cedenbal potępił niedawne rządy Czojbalsana, a także doprowadził do usunięcia z komitetu partii swoich przeciwników politycznych oraz zakończył okres samoizolacji Mongolii, przystępując w 1962 roku do RWPG. W trakcie rozłamu radziecko-chińskiego partia poparła ZSRR, co spowodowało zawieszenie do połowy lat 80. kontaktów z Chinami. Pomimo kolejnych zmian w kierownictwie partii komunistycznej w samym Związku Radzieckim, Cedenbal sprawował pełnię władzy aż do 1984 roku. Wówczas to zastąpił go Dżambyn Batmönch, który z kolei odszedł ze stanowiska w 1990 roku – zmiany w ZSRR siłą rzeczy wymusiły bowiem i na Mongolii konieczność dostosowania się do nowych okoliczności. W połowie marca 1990 roku doszło do przetasowań w partii komunistycznej (sekretarzem generalnym został mianowany Gombodżawyn Oczirbat).
Jeszcze w 1990 roku Mongolia stała się republiką parlamentarną i przywrócono własność prywatną. Niebawem także nastąpiło przeorientowanie w samym parlamencie – dokonano nowelizacji dotychczasowej konstytucji (nowa zaś została uchwalona 12 lutego 1992 roku). W 1992 roku Mongolię opuściły także ostatnie jednostki wojsk rosyjskich.